# Komitet do spraw Pożytku Publicznego
Komitet do spraw Pożytku Publicznego – utworzony ustawą z dnia 15 września 2017 r. o Narodowym Instytucie Wolności – Centrum Rozwoju Społeczeństwa Obywatelskiego (Dz.U. z 2023 r. poz. 1618) organ administracji rządowej właściwy w sprawach pożytku publicznego i wolontariatu, w tym programowania, koordynowania i organizowania współpracy organów administracji publicznej i podmiotów działających w sferze pożytku publicznego.

## Skład Komitetu oraz zasady funkcjonowania
W skład Komitetu wchodzą:
- Przewodniczący Komitetu,
- Wiceprzewodniczący Komitetu,
- Członkowie Rady Ministrów lub wyznaczeni przez nich sekretarze stanu,
- Dyrektor Narodowego Instytutu Wolności – Centrum Rozwoju Społeczeństwa Obywatelskiego.

W posiedzeniu Komitetu mogą brać udział, z głosem doradczym, również inne zaproszone osoby.
Komitet podejmuje rozstrzygnięcia w formie uchwał przyjmowanych w głosowaniu jawnym na posiedzeniach lub w trybie obiegowym. Szczegółowy tryb pracy określa regulamin uchwalony przez Komitet. Obsługę Komitetu oraz przewodniczącego Komitetu zapewnia Kancelaria Prezesa Rady Ministrów.

## Przewodniczący i Wiceprzewodniczący Komitetu do spraw Pożytku Publicznego
Przewodniczący Komitetu jest członkiem Rady Ministrów. Wśród jego ustawowych zadań są:
- Kierowanie pracami Komitetu,
- Dysponowanie Funduszem Wspierania Rozwoju Społeczeństwa Obywatelskiego,
- Przedstawianie Radzie Ministrów sprawozdań o prowadzonej działalności w zakresie wspierania rozwoju społeczeństwa obywatelskiego,
- Sprawowanie nadzoru nad działalnością pożytku publicznego organizacji pożytku publicznego w określonym ustawowo zakresie,
- Powoływanie i odwoływanie (w określonych ustawowo przypadkach) dyrektora oraz zastępców dyrektora, a także ustawowo określonej części członków Rady Narodowego Instytutu Wolności – Centrum Rozwoju Społeczeństwa Obywatelskiego, jak również sprawowanie nadzoru nad tą instytucją i nadawanie jej statutu.

Organem doradczym Przewodniczącego Komitetu do spraw Pożytku Publicznego są Rada Działalności Pożytku Publicznego oraz Rada Dialogu z Młodym Pokoleniem.
14 listopada 2017 prezydent RP Andrzej Duda powołał na urząd Przewodniczącego Komitetu do spraw Pożytku Publicznego Piotra Glińskiego, pełniącego równocześnie także funkcje: Wiceprezesa Rady Ministrów oraz Ministra Kultury i Dziedzictwa Narodowego w rządzie Beaty Szydło. Został on ponownie powołany na to stanowisko, podobnie jak na dwa pozostałe, w dwóch kolejnych rządach Mateusza Morawieckiego.
Wiceprzewodniczący Komitetu do spraw Pożytku Publicznego jest sekretarzem stanu w Kancelarii Prezesa Rady Ministrów. Powołuje go i odwołuje Prezes Rady Ministrów na wniosek Przewodniczącego Komitetu. Funkcję tę objął Adam Lipiński. W listopadzie 2020 zastąpił go Piotr Mazurek, który pełnił tę funkcję do marca 2023.
27 listopada 2023 przewodniczącą spraw Pożytku Publicznego w trzecim rządzie Mateusza Morawieckiego została Dominika Chorosińska.
13 grudnia 2023 przewodniczącą Komitetu do spraw Pożytku Publicznego  w trzecim rządzie Dondalda Tuska została Agnieszka Buczyńska, a funkcję jej zastępcy objął Marek Krawczyk. 16 października 2024 Agnieszkę Buczyńską w roli przewodniczącej Komitetu zastąpiła Adriana Porowska. W lipcu 2025 została ona odwołana ze składu rządu, a funkcję przewodniczącego Komitetu objął szef KPRM Jan Grabiec. Adriana Porowska, powołana następnie na sekretarza stanu w KPRM, zastąpiła natomiast Marka Krawczyka w roli wiceprzewodniczącego Komitetu.

## Zadania Komitetu
Ustawa z dnia 15 września 2017 r. o Narodowym Instytucie Wolności – Centrum Rozwoju Społeczeństwa Obywatelskiego (Dz.U. z 2023 r. poz. 1618) określa następujące zadania Komitetu:
- koordynowanie i monitorowanie współpracy organów administracji rządowej z sektorem organizacji pozarządowych oraz innych zorganizowanych form społeczeństwa obywatelskiego,
- przygotowywanie i konsultowanie z organizacjami pozarządowymi oraz innymi podmiotami prowadzącymi działalność pożytku publicznego programów wspierania rozwoju społeczeństwa obywatelskiego oraz monitorowanie ich wdrażania,
- opracowywanie i opiniowanie projektów aktów prawnych w zakresie rozwoju społeczeństwa obywatelskiego,
- współpraca w sprawach związanych z rozwojem społeczeństwa obywatelskiego z innymi państwami, organizacjami oraz instytucjami międzynarodowymi i zagranicznymi,
- współpraca w przygotowywaniu sprawozdań i raportów z realizacji wiążących Rzeczpospolitą Polską umów międzynarodowych dotyczących rozwoju społeczeństwa obywatelskiego,
- przedstawianie opinii w sprawie możliwości przystąpienia przez Rzeczpospolitą Polską do umów międzynarodowych dotyczących rozwoju społeczeństwa obywatelskiego.

Za pośrednictwem swojej agencji wykonawczej Narodowego Instytutu Wolności – Centrum Rozwoju Społeczeństwa Obywatelskiego, Komitet do spraw Pożytku Publicznego realizuje szereg programów wspierania rozwoju społeczeństwa obywatelskiego:
- Korpus Solidarności – Program Wspierania i Rozwoju Wolontariatu Długoterminowego na lata 2018-2030,
- Fundusz Inicjatyw Obywatelskich (FIO) - realizowany do 2020,
- Program Rozwoju Organizacji Obywatelskich na lata 2018-2030 (PROO),
- Program Wsparcia Rozwoju Organizacji Harcerskich i Skautowych na lata 2018-2030 (ROHiS),
- Program Wspierania Rozwoju Uniwersytetów Ludowych na lata 2020-2030,
- Program Wsparcia Doraźnego Organizacji Pozarządowych w zakresie przeciwdziałania skutkom COVID-19,
- Program Wspierania Rozwoju Międzynarodowych Domów Spotkań na lata 2021–2030,
- Fundusz Inicjatyw Obywatelskich NOWEFIO na lata 2021-2030,
- Program Wspierania Rozwoju Organizacji Poradniczych na lata 2022–2033,
- Rządowy Program Fundusz Młodzieżowy na lata 2022–2033.

Od 2018 do 2022 w ramach programów Komitetu do spraw Pożytku Publicznego przekazano organizacjom pozarządowym blisko 800 mln zł.